# Seututie 800
Pour les articles homonymes, voir Route 800.
La route régionale 800 (finnois : Seututie 800) est une route régionale allant de Ylivieska à Taivalkoski en Finlande.

## Description
La route 800 parfois nommée Koillistie, est l'itinéraire le plus court de la Finlande centrale et de l'Ostrobotnie au Koillismaa.
La route 800 se sépare de la route nationale 27 au sud-est d'Ylivieska et traverse le village d'Haapavesi puis celui de Leskelä, où elle route croise la route nationale 4. 
Dans l'agglomération de Piippola, la route croise la route principale 88 et tourne vers le nord-est pour passer à l'est du lac artificiel d'Uljua (fi) vers Pihkalanranta.

## Parcours
- Ylivieska
- Haapavesi
- Vaala
- Puolanka
- Taivalkoski